# 香港鷗桿菌
香港鷗桿菌(Laribacter hongkongensis)，或稱做香港海鷗形菌，是一種致病菌。